# Minammodytes
Minammodytes es un género de foraminífero bentónico considerado un sinónimo posterior de Serpulopsis de la subfamilia Tolypammininae, de la familia Ammodiscidae, de la superfamilia Ammodiscoidea, del suborden Ammodiscina y del orden Astrorhizida. Su especie-tipo era Minammodytes girtyi. Su rango cronoestratigráfico abarcaba desde el Carbonífero hasta el Pérmico.

## Discusión
Clasificaciones previas incluían Minammodytes en el suborden Textulariina del orden Textulariida.

## Clasificación
Minammodytes incluía a las siguientes especies:
- Minammodytes girtyi †
- Minammodytes polyvertus †
- Minammodytes rugosus †